# Spellemannprisen 1995
Der Spellemannpris 1995 war die 24. Ausgabe des norwegischen Musikpreises Spellemannprisen. Die Nominierungen berücksichtigten Veröffentlichungen des Musikjahres 1995. Die Verleihung der Preise fand im Februar 1996 statt. In der Kategorie „Årets Spellemann“ wurde Morten Harket ausgezeichnet.

## Verleihung
Die Preisverleihung fand am 17. Februar 1996 im Chateau Neuf in Oslo statt. Zum sechsten Mal in Folge wurde die Veranstaltung von Knut Borge moderiert. Ausgestrahlt wurde die Verleihung von Norsk rikskringkasting (NRK). Die Nominierungen wurden Anfang Januar 1996 bekannt gegeben. Später im Januar 1996 zog sich die Musikjournalistin Beate Nossum aus der Jury zurück und begründete dies damit, dass sie keine Gewinnerin der Kategorie „beste Künstlerin“ ausmachen könne, da die Qualität im Bereich der Künstlerin im Musikjahr 1995 zu gering sei.

## Gewinner
| Kategorie                                      | Gewinner                                                     | Werk                                   |
| ---------------------------------------------- | ------------------------------------------------------------ | -------------------------------------- |
| Barneplater (Kinderplatten)                    | Gustav Lorentzen                                             | Kanskje kommer kongen                  |
| Beste Gruppe                                   | DeLillos                                                     | Sent og tidlig                         |
| Beste Kvinnelige Artist (beste Künstlerin)     | Lynni Treekrem                                               | Haugtussa                              |
| Beste Mannlige Artist (bester Künstler)        | Morten Harket                                                | Wild seed                              |
| Beste Plateomslag (bester Albumumschlag)       | Kim Hiorthøy, Racer                                          | Kan det være nødvendig å være så sint? |
| Beste Rockartist (bester Rockkünstler)         | Seigmen                                                      | Metropolis                             |
| Folkemusikk/Gammaldans (Volksmusik/Gammaldans) | Nye Ringnesin                                                | Frå vals til vise                      |
| Jazz                                           | Vigleik Storaas Trio                                         | Bilder                                 |
| Kammermusikk (Kammermusik)                     | Cikada Kvartetten mit mehreren Künstlern                     | Black Angels                           |
| Orkestermusikk (Orchestermusik)                | Truls Mørk, London Philharmonic Orchestra mit Mariss Jansons | Shostakovich: Cello konserter          |
| Spesialpris (Spezialpreis)                     | Arne Bendiksen                                               | –                                      |
| Åpen Klasse (Offene Klasse)                    | Terje Rypdal                                                 | If mountains could sing                |
| Årets album (Album des Jahres)                 | Morten Harket                                                | Wild seed                              |
| Årets Låt (Lied des Jahres)                    | Morten Harket, Håvard Rem                                    | A kind of christmas card               |
| Årets Nykommer (Newcomer des Jahres)           | Green Cortinas                                               | Sleep                                  |
| Årets Spellemann (Spellemann des Jahres)       | Morten Harket                                                | –                                      |

## Nominierte
Barneplater
- Gustav Lorentzen: Kanskje kommer kongen
- Hanne Krogh: Prøysens barnesanger
- Minken Fosheim: Eventyret om Mozart

Beste Gruppe
- DeLillos: Sent og tidlig
- Eriksen: Alt vende tebage
- Hellbillies: Lakafant

Beste Kvinnelige Artist
- Lynni Treekrem: Haugtussa
- Mette Hartmann: Swan
- Silje: Brevet

Beste Mannlige Artist
- Bjørn Eidsvåg: Landet lenger bak
- Morten Harket: Wild seed
- Åge Aleksandersen: Med hud og hår

Beste Rockartist
- Seigmen: Metropolis
- The Merchants Of Venus: Wish across the land
- Weld: Hello walls

Folkemusikk/Gammaldans
- Bukkene Bruse: Åre
- Nye Ringnesin: Frå vals til vise
- Søstrene Hegge, Søstrene Steinsrud: Levande langleik

Jazz
- Hot Club de Norvège: Vertavo
- Staffan William-Olsson mit Band: Three shades of blue
- Vigleik Storaas Trio: Bilder

Kammermusikk
- Christian Tetzlaff, Leif Ove Andsnes: Janacek, Debussy, Ravel, Nielsen: Fiolinsonater
- Cikada Kvartetten mit mehreren Künstlern: Black Angels
- Torleif Torgersen: Verker av F. Valen og L. Thoresen

Orkestermusikk
- Det Norske Kammerorkester mit Iona Brown: Tchaikovsky, Shostakovich, Stravinsky: Kammermusikk
- Leif Ove Andsnes, Oslo Filharmoniske Orkester mit Paavo Berglund: Rachmaninov: Pianokonsert nr.3
- Truls Mørk London Philharmonic Orchestra, Mariss Jansons: Shostakovich: Cello konserter

Åpen Klasse
- Knut Reiersrud: Klapp
- Nils Petter Molvær, Robyn Schulkowsky: Hastening westward
- Terje Rypdal: If mountains could sing

Årets Låt
- Harald Eia, Bård Tufte Johansen, Benny Blanco, Lille Lørdag: Min drømmesang
- Jo Nesbø, Di Derre: Jenter
- Morten Harket, Håvard Rem: A kind of christmas card
- Per Lillo-Stenberg, Lars Lillo-Stenberg, DeLillos: Smak av honning
- Rolf Løvland, Petter Skavlan, Secret Garden: Nocturne